# Département de la Police métropolitaine de Tokyo
 (novembre 2024).
Pour les articles homonymes, voir Police municipale.
Le Département de la Police métropolitaine de Tokyo (en japonais 警視庁, Keishichō ; traduit officiellement en anglais en Tokyo Metropolitan Police Department, MPD) sert de force de police pour la préfecture métropolitaine de Tokyo. Formée en 1874, elle sert de point de départ à la création d'une police japonaise.
Le MPD est dirigé par un surintendant-général, nommé par la Commission nationale de la Sécurité publique (organe gouvernemental), avec le consentement de la Commission métropolitaine de sécurité publique (qui fait partie de l'exécutif préfectoral et dépend du gouverneur de Tokyo) et l’approbation du Premier ministre.
La Police métropolitaine possède[Quand ?] un effectif de 42 101 officiers de police et 2 861 agents civils. Elle gère et administre 101 postes de police à l’intérieur des différentes communes de la préfecture, à quoi s'ajoutent 1 194 kōban (交番, que l'on traduit par « intersection-garde »), petits postes de police dont les agents sont chargés tout à la fois de faire de la prévention, d'orienter les passants perdus, de porter assistance aux personnes ivres errant dans la rue et de réaliser les premiers constats (éventuelles victimes, dégâts physiques ou moraux) lors d'accidents de la circulation. Le ratio de policiers par habitant est d’environ 1:290.
L’édifice du quartier général du Keishicho s’élève à côté du bâtiment historique du ministère de la Justice dans le quartier de Kasumigaseki (au no 2-1-1), l'un des centres politiques et administratifs de la capitale dans l’arrondissement spécial de Chiyoda. Construit en 1980, cet édifice de 18 étages possède de larges arêtes acérées surmonté par une tour de forme cylindrique. Cet édifice se distingue dans son environnement et est facilement visible de la rue.

## Histoire

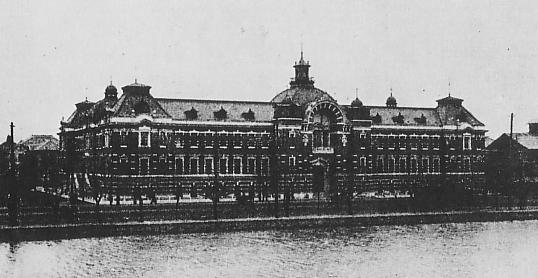
Premier bâtiment des services de police de Tokyo à Ginza à l'ère Taishō, au début du XXe siècle.

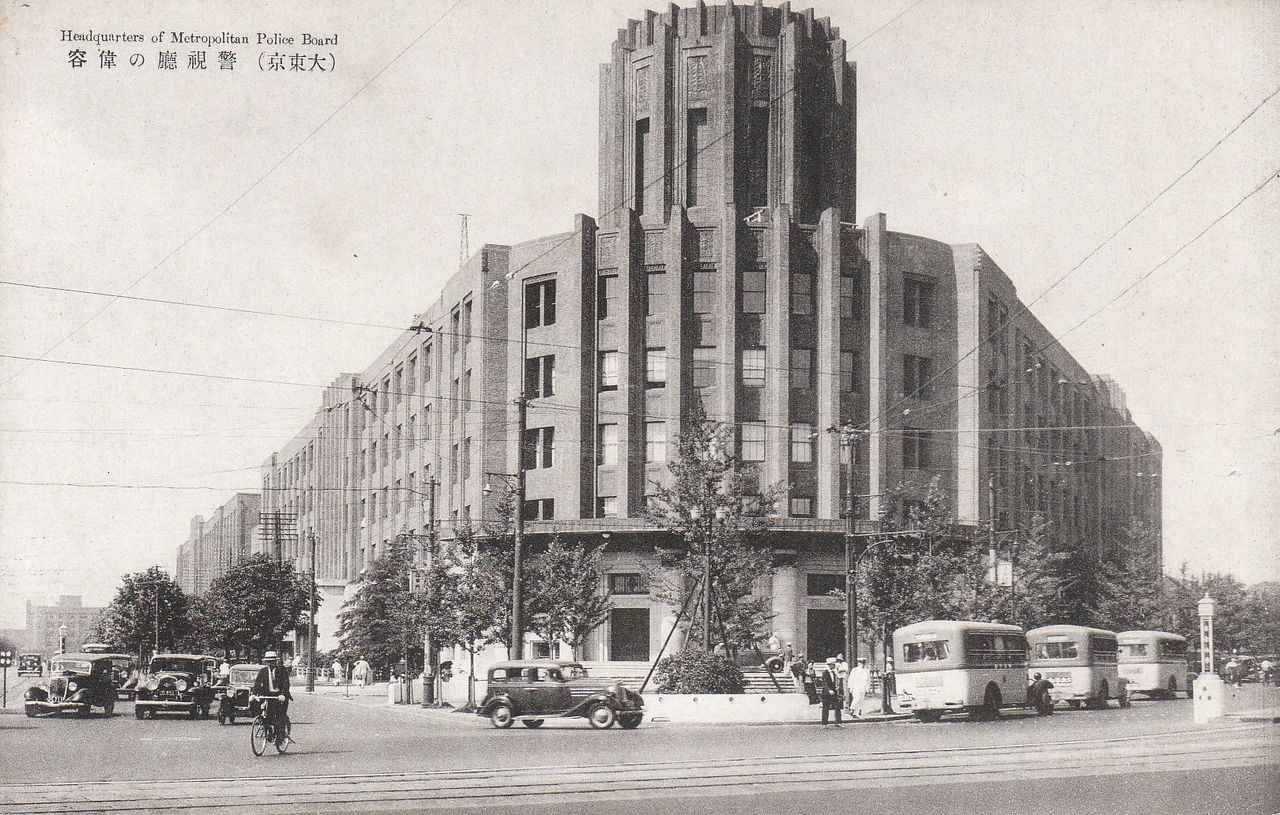
Deuxième bâtiment des services de police de Tōkyō, inauguré en 1931, et siège du MPD jusqu'en 1980.

Le 14 janvier 1874, une Inspection centrale de Tōkyō (東京警視廳, Tōkyō Keishichō) est formée comme point de départ d'une police japonaise et en étant initialement autonome du ministère de l'Intérieur, avec à sa tête un Premier inspecteur (大警視, Daikeishi) : cette fonction est confiée à un proche de Takamori Saigō venu comme lui de la province de Satsuma, Kawaji Toshiyoshi (1829-1879). Fervent moderniste, il se retourne finalement contre son ancien protecteur et participe à la répression de la rébellion de Satsuma en 1877. Toutefois, pour des raisons financières, le Keishichō est supprimé en janvier 1877 pour être rétabli dès le mois d'octobre de cette même année (il manquera à nouveau d'être supprimé en 1905). Voulant créer une force de l'ordre armée sur le modèle de la gendarmerie française, Kawaji est envoyé à la tête d'une mission en Europe pour s'informer sur les pratiques policières occidentales en 1878 mais doit rapidement rentrer au Japon pour raisons de santé et meurt en 1879, juste après avoir créé l'Académie de police de Tokyo.

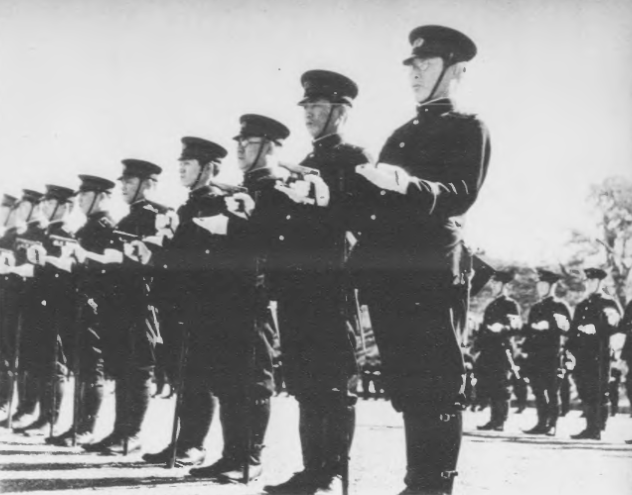
Le Tokubetsu-keibi-tai, l'équipe de réaction spéciale du TMPD de l'époque d'avant-guerre.

Il est remplacé temporairement par Iwao Ōyama, vite nommé ministre de la Guerre (en 1880), puis surtout le 23 octobre 1880 par Kabayama Sukenori, lui aussi natif de la province de Satsuma et membre de l'entourage de Takamori Saigō avant d'être l'une des figures de la répression de la rébellion de ce dernier. Le 14 janvier 1881, il est le premier à prendre le titre de surintendant-général de la police de Tokyo. Pendant toutes les ères Meiji et Taishō et la première partie de l'ère Shōwa, le Keishichō se confond avec la direction centrale de la police japonaise, étant placé sous l'autorité directe du ministère de l'Intérieur à partir de 1886. En 1911, les forces spéciales de police (特別警察, Tokubetsu keisatsu) ou Tokkō sont créées au sein du Keishichō pour constituer les troupes d'élite de maintien de l'ordre au service du gouvernement, et qui seront au centre du dispositif policier de l'État autoritaire Shōwa. En 1931, il s'installe dans un nouveau siège, l'ancien ayant été détruit par le tremblement de terre de Kantō de 1923, et qui restera son quartier général jusqu'en 1980.
Après la Seconde Guerre mondiale en 1945, le ministère de l'Intérieur (et les forces spéciales) est aboli et le système policier est entièrement transformé en séparant totalement les fonctions militaires, de prévention des risques et la sécurité publique. La loi de 1948 confie d'abord cette dernière fonction aux communes, par le biais de police municipale, mais elle est rapidement réformée, dès 1954 et le système actuel est mis en place le 1er juillet de cette année : une Commission nationale de la Sécurité publique est créée comme organe du gouvernement central pour superviser les politiques de sécurité publique tandis que toutes les préfectures, y compris la métropole de Tōkyō, sont compétentes pour la gestion, l'entretien et l'organisation des services policiers.
À l'époque d'avant-guerre, le MPD dispose de l'unité spéciale de sécurité (特別警備隊, Tokubetsukeibitai) comme une équipe de réaction spéciale. Cette unité a été dissoute en 1946, mais en même temps, l'unité gardiennage (防護隊, Bougotai) a été créée pour la même mission. En 1948, le Bougotai a été renforcée des Unités de réserve de la police (予備隊, Yobitai), et en 1957, elles deviennent les Unités anti-émeute (機動隊, Kidōtai), employées par toutes les polices métropolitaines. En 1959, le Bureau de la Sécurité publique (PSB) (公安部, Kōanbu) est créé pour le contre-espionnage et la lutte anti-terroriste et la surveillance des groupuscules extrémistes, originalité de la police métropolitaine de Tokyo par rapport à ses homologues préfectorales qui fait de ce service l'équivalent local de l'Agence d'investigation de sécurité publique.
En janvier 1999, le système de communication du centre d'appel d'urgences a entièrement été modernisé.
En septembre 2001, le Bureau de lutte contre le crime organisé (組織 犯罪 対策 部, Soshiki-hanzaitai-bu) est créé comme réponse au renforcement de la législation vis-à-vis des crimes organisés. En août 2002, l'Académie de police métropolitaine emménage dans de nouveaux locaux flambant neufs, avec notamment des dortoirs modernes associés à une piscine, dans la ville de Fuchū, en périphérie de la Métropole.

## L’organisation

### L'administration centrale
Le MPD est dirigé par son Surintendant-général (警視総監, Keishi-sōkan) et est placé sous l'autorité et le contrôle de la Commission métropolitaine de la Sécurité publique de Tōkyō. Il comprend les bureaux et services suivants[Quand ?] :
- le Bureau de l’Administration (総務部, Sōmubu?), chargé de la gestion administrative :
  - Division de la Planification : gère les relations avec la Commission métropolitaine de la Sécurité publique, le secrétariat du Surintendant-général, le centre de soutien aux victimes et la gestion du siège du Département.
  - Division de l'Imprimerie : réalisation des documents officiels et des brochures d'information.
  - Division de la Gestion de l'Information.
  - Division des Relations publiques : promotion des activités de la police auprès du grand public par le biais du musée ou de la fanfare de la police métropolitaine.
  - Division de la Comptabilité.
  - Division des Remplacements.
  - Division de l'Équipement.
  - Division des Installations.
  - Division de Gestion de la Rétention.

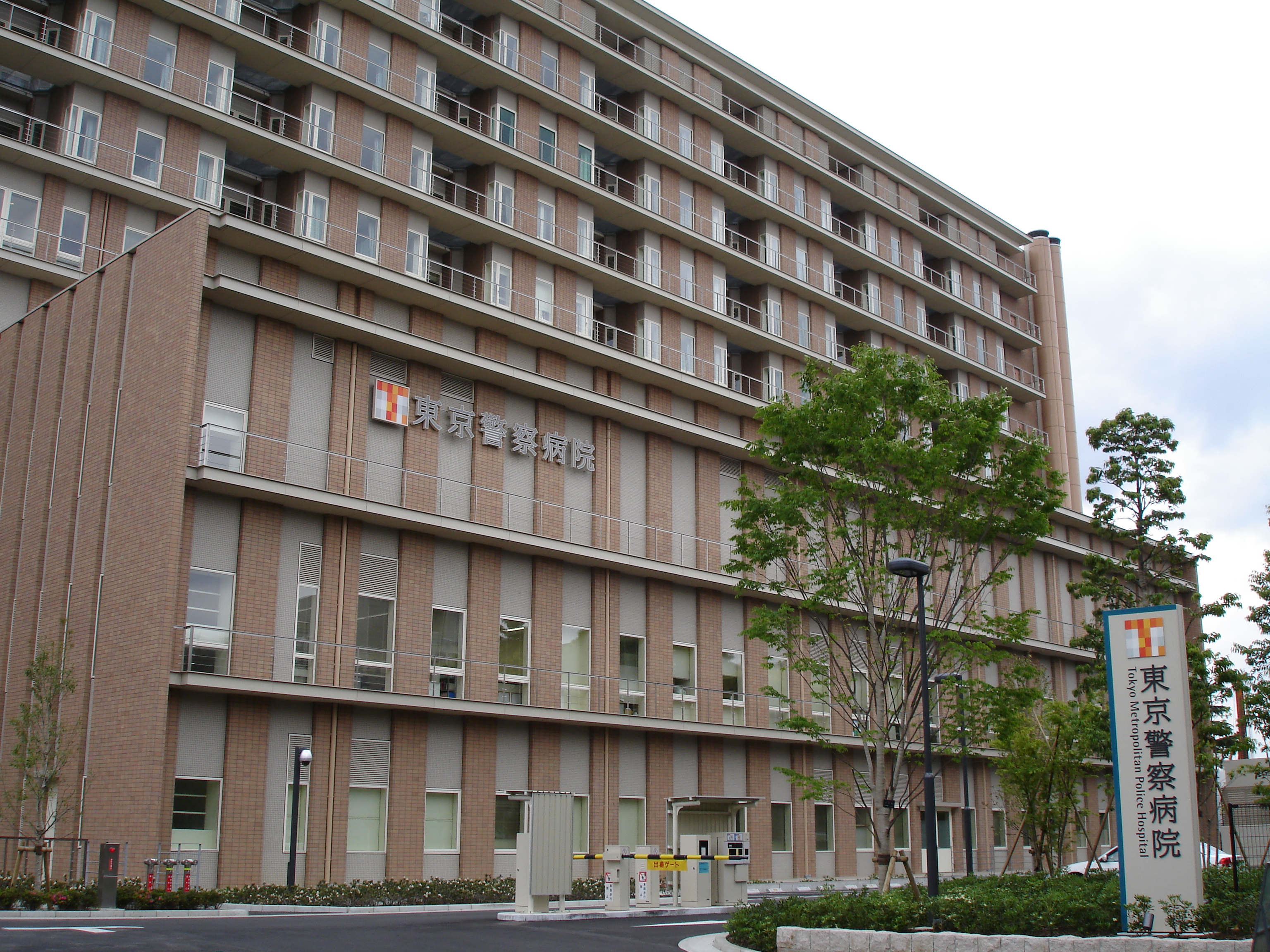
Hôpital de la Police Métropolitaine de Tokyo, dans le quartier de Fujimi à Chiyoda

- le Bureau du Personnel et de la Formation (警務部, Keimubu?), chargé de la gestion du personnel :
  - Première division du personnel : gestion, avancement et recrutement des inspecteurs.
  - Deuxième division du personnel : gestion, avancement et recrutement des officiers de police.
  - Division des Litiges.
  - Division des Salaires.
  - Division de la Santé : notamment pour les examens médicaux réguliers obligatoires.
  - Division de l'Entraînement : entraînements au judo, kendo, aux techniques d'arrestation, au tir et à l'interprétation.
  - Division de l'Assistance médicale, qui gère notamment l'Hôpital de la Police Métropolitaine de Tokyo.
- le Bureau de la Circulation (交通部, Kōtsūbu?), chargé du contrôle et de la surveillance du trafic routier :
  - Division des Affaires générales de la Circulation : organisation administrative, liaison et gestion des actions et interventions.
  - Division de l'Exécution de la Circulation : s'occupe des contraventions, de la formation des agents et de la gestion des équipes d'intervention motorisées.
  - Division des Enquêtes de la Circulation : enquêtes sur les accidents, violations au code de la route ou délits commis avec son véhicule.
  - Division de la Régulation de la Circulation : gestion des technologies du trafic et des agents de sécurité.
  - Division de Contrôle de la Circulation : gestion de la signalisation.
  - Division de la Mesure du Trafic urbain : comptage statistique du trafic, définition des places de stationnement libres, plan de circulation.
  - Division du Permis de conduire : organisation des cours de conduite, tarification, inscription, gestion et délivrance des permis de conduire.
  - 3 Centres d'examens du Permis de conduire.
  - 10 Unités de police anti-émeute (機動隊, Kidōtai?) de la Circulation.
  - Unité de la police autoroutière (高速道路交通警察隊, Kōsokudōro Kōtsū-keisatsutai?).

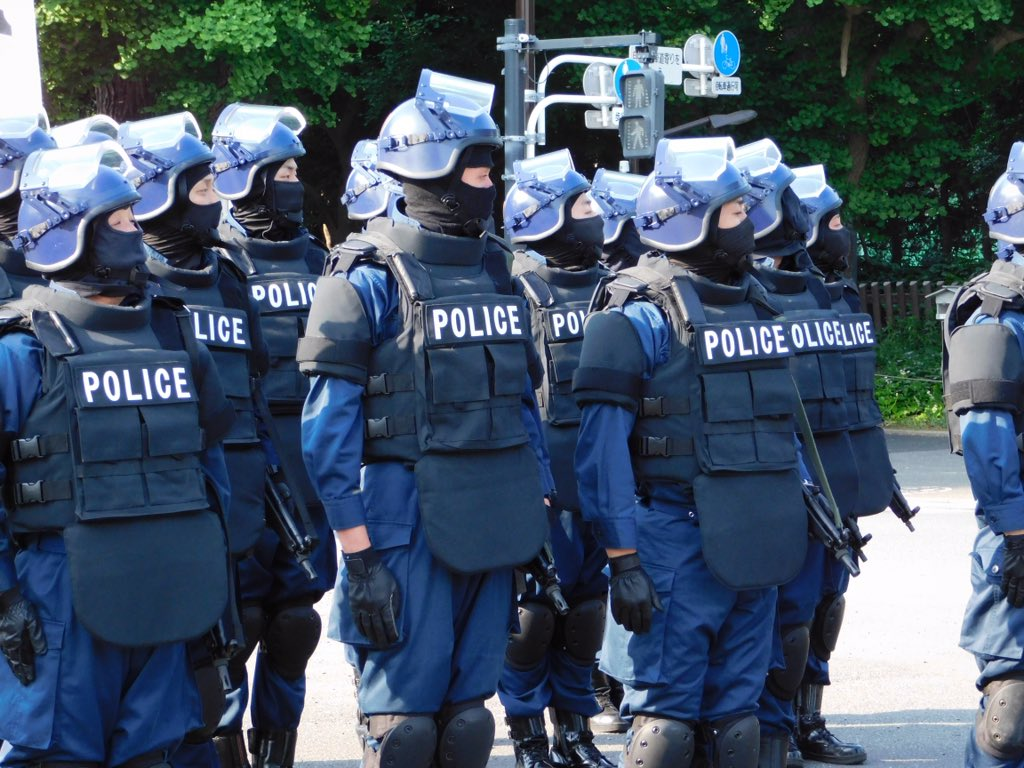
L'ERT (Emergency Response Team), unité d'intervention spécialisée des unités de police anti-émeute

- le Bureau de la Sécurité (警備部, Keibibu?), chargé des affaires de maintien de l'ordre public :
  - Première division de la Sécurité : affaires générales, gestion des actions de maintien de l'ordre et leur exécution, collecte et analyse des informations, communication, sécurisation des lieux et gestion des Équipes spéciales d'Assaut (特殊部隊, Tokushu Butai?, SAT).
  - Deuxième division de la Sécurité : réalisation des enquêtes relatives au maintien de l'ordre, formation et équipement des équipes ainsi que gestion des équipes de déminage.
  - Division des Catastrophes : unités de secours et de sécurité en cas de tremblement de terre ou de désastre urbain.
  - Division de la Protection des Personnalités : la Police de Sécurité (セキュリティポリス, Sekyuritee Porisu?) réparties en quatre sections chargées de la garde rapprochée du Premier ministre, des membres du Cabinet, des dirigeants des grands partis et des personnalités étrangères. Elle fournit également les agents chargés de la sécurité du Kantei, la résidence officielle du Premier ministre.
  - Division de la Garde : assurant la sécurité de la famille impériale, divisé en trois unités respectivement chargées de l'Empereur et de l'Impératrice, les Princes et Princesses et enfin la sécurité au sein du Palais impérial.
  - Les neuf premières Unités anti-émeutes (機動隊, Kidōtai?).
  - Division des sections spéciales de véhicule.
- le Bureau des Affaires de la Police locale (地域部, Chiikibu?), chargé de la police de proximité, comprenant surtout les patrouilles et les Kōban :
  - Division des Affaires locales générales : supervise les actions locales (prospective, planification, patrouilles d'intervention d'urgence).
  - Division de Direction locale : supervise au niveau du poste de police les enquêtes et la circulation, la communication avec le central, la planification et la circulation des consignes, les 4 Unités de patrouille mobile (自動車警ら隊, Jidōsha Keiratai?), la police de chemin de fer (鉄道警察隊, Tetsudō keisatsutai?) et les unités aériennes (航空部, Kōkūtai?).
- le Bureau de la Sécurité publique (PSB) (公安部, Kōanbu?), parfois qualifié de « version japonaise du FBI »[5], est chargé de « détecter et prévenir les crimes sérieux commis à l'étranger et qui pourrait touché le pays » et « protéger contre les méfaits du terrorisme et de l'espionnage » :
  - Administration générale : l'investigation directe sur les organismes suspectés de crime ou d'actes de terrorisme, notamment connu pour avoir mené les enquêtes sur l'ensemble des activités de la secte Aum Shinrikyō après l'attentat au gaz sarin dans le métro de Tokyo du 20 mars 1995)[6].
  - Première division de la sécurité publique : surveillance et collecte de renseignements sur les milieux d'extrême-gauche violents et terroristes.
  - Deuxième division de la sécurité publique : surveillance et collecte de renseignements sur des syndicats et mouvements d'extrême-gauche radicaux.
  - Troisième division de la sécurité publique : surveillance et collecte de renseignements sur les milieux radicaux d'extrême-droite.
  - Quatrième division de la sécurité publique : gestion des données.
  - Première division des Affaires étrangères : renseignement sur l'espionnage et contre-espionnage vis-à-vis des pays de l'ancien bloc communiste.
  - Deuxième division des Affaires étrangères : renseignement sur l'espionnage et contre-espionnage vis-à-vis des pays communistes asiatiques, surtout la république populaire de Chine et la Corée du Nord.
  - Troisième division des Affaires étrangères : renseignement sur l'espionnage venant du Moyen-Orient et lutte contre le terrorisme international.
  - Unité d'investigation mobile de Sécurité publique (PSMIU) : les équipes d'enquêteurs travaillant sur les affaires sous la juridiction du PSB, avec une unité d'enquête spécialisée sur les ADM.
- le Bureau des Enquêtes Criminelles (刑事部, Keijibu?) :
  - Division des Affaires générales des Enquêtes criminelles : la gestion administrative de l'enquête avec la planification, la direction, la formation des enquêteurs à la criminologie et la gestion du Bureau de soutien aux enquêtes criminelles.
  - Première division d'enquêtes : investigations sur les meurtres, agressions, coups et blessures, séquestrations, viols, incendies criminels et autres violences, il comprend sept équipes d'enquête (une pour la liaison entre toutes les équipes et avec la police scientifique, trois équipes d'enquête sur les meurtres et accidents, une maintenant la continuité de l'investigation sur les cas irrésolus, une sur les vols et une sur les incendies) et deux équipes spéciales (une divisée en deux sections dont l'une s'occupant des enlèvements, prises d'otage et séquestration, et une sur les accidents d'avion et les catastrophes industrielles ; la deuxième équipe enquête sur des incidents spécifiques).
  - Deuxième division d'enquêtes : investigations sur les affaires de corruption, de fraudes électorales, de faux-monnayage, de fraude, de détournement de fonds, d'abus de confiance, d'extorsion de fonds, d'évasion fiscale, de crimes financiers et trafics illicites, de crime économique et de crime d'entreprise. Il comprend quatre cellules d'enquête (respectivement pour les fraudes électorales, les affaires financières et d'entreprise, la corruption et la fraude et contrefaçon), un service de liaison, un bureau des plaintes et un Centre d'Analyse financière qui conseille la police dans ce domaine.
  - Troisième division d'enquêtes : investigations sur les vols (cambriolages, vols à main armée, vols à la tire, escroquerie, par manipulation...). Sept enquêteurs y travaillent.
  - Division d'Assistance à l'enquête : pour la coopération avec les autres forces de police pour une action nationale.
  - Division d'Identification : équipe de recherche et de reconnaissance des preuves sur les lieux du crime (agents avec chiens, relèvement des empreintes, photographie).
  - 3 Unités d'enquête mobiles (機動捜査隊, Kidō Sōsatai?) : les premiers agents envoyés sur place, chargés de l'enquête initiale.
  - Institut d'enquête scientifique (科学捜査研究所, Kagaku Sōsa Kenkyūjo?, abrégé en : 科捜研, Kasōken) : la police scientifique.
- le Bureau de Sécurité des Particuliers (生活安全部, Seikatsu-anzen-bu?), chargé tout particulièrement de droit de la personne.
  - Division des Affaires générales des Particuliers : gestion administrative du Bureau et liaison avec les autres services et avec les associations de prévention ou de familles de victime.
  - Division d'Économie des Particuliers : enquête sur les affaires de crimes ou délits économiques ou financiers des particuliers (effractions au code commercial, dans le domaine du commerce international, de violation des lois foncières, entre autres).
  - Division de l'Environnement des Particuliers : enquêtes et actions de prévention sur des questions d'hygiène, santé et propreté publique (après plaintes), mais aussi contrôle des armes (le port d'arme est soumis à une législation particulièrement stricte au Japon).
  - Division des Mœurs : enquête et lutte contre le commerce d'être humain, notamment sexuel, en contrôlant l'industrie du sexe, le jeu, l'emploi des travailleurs étrangers, et la lutte contre la prostitution et les crimes sexuels.
  - Division de réhabilitation de la Jeunesse : par l'organisation des travaux d'intérêt général (notamment de propreté publique), leur éducation et leur formation et par la gestion des huit Centres de jeunesse (少年センター, Shōnen Santaa?).
  - Division des affaires juvéniles : enquête sur les affaires impliquant un mineur.
  - Cellule spéciale d'enquête sur la sécurité des personnes.
  - Centre du cybercrime.
- le Bureau de Lutte contre le Crime Organisé (組織 犯罪 対策 部, Soshiki-hanzaitai-bu?) est le service anti-gang, anti-drogue et anti-trafic d'armes de la police de Tōkyō créé en septembre 2001 :
  - Division des Affaires générales de Lutte contre le Crime organisé : gestion administrative, planification, relations publiques et information de la population, liaisons avec les autres services et autres forces de police du Japon ou de l'étranger.
  - Première division de lutte contre le Crime organisé : récolte de renseignements et gestion des données, analyse de la situation et exécution des actions policières.
  - Deuxième division de lutte contre le Crime organisé : gère et les enquêtes au niveau international, et coopère avec les forces étrangères de lutte contre le crime organisé.
  - Troisième division de lutte contre le Crime organisé : lutte anti-gang, appelés par les forces de police Bōryokudan (暴力団, littéralement « groupes violents ») et mieux connus dans les pays occidentaux sous le terme de yakuzas (collecte d'informations, surveillance, démantèlement de réseaux, organisation d'arrestations multiples, programme de protection de témoins, mesures spéciales contre les violences organisées).
  - Quatrième division de lutte contre le Crime organisé : lutte anti-gang à un échelon plus local, pas la collecte d'informations et l'organisation des services des différentes stations.
  - Cinquième division de lutte contre le Crime organisé : lutte contre les trafics de drogue et d'armes à feu, créées en octobre 2002[3].
  - Unité spéciale d'enquête contre le crime organisé (組織 犯罪 対策 特別捜査隊, Soshiki-hanzaitai Tokubetsu-sōsatai?).

Le DPM possède également sa propre académie de formation : l’Académie de la Police Métropolitaine de Tōkyō (警視庁警察学校, Keishichō Keisatsu Gakkō).

### L'administration locale

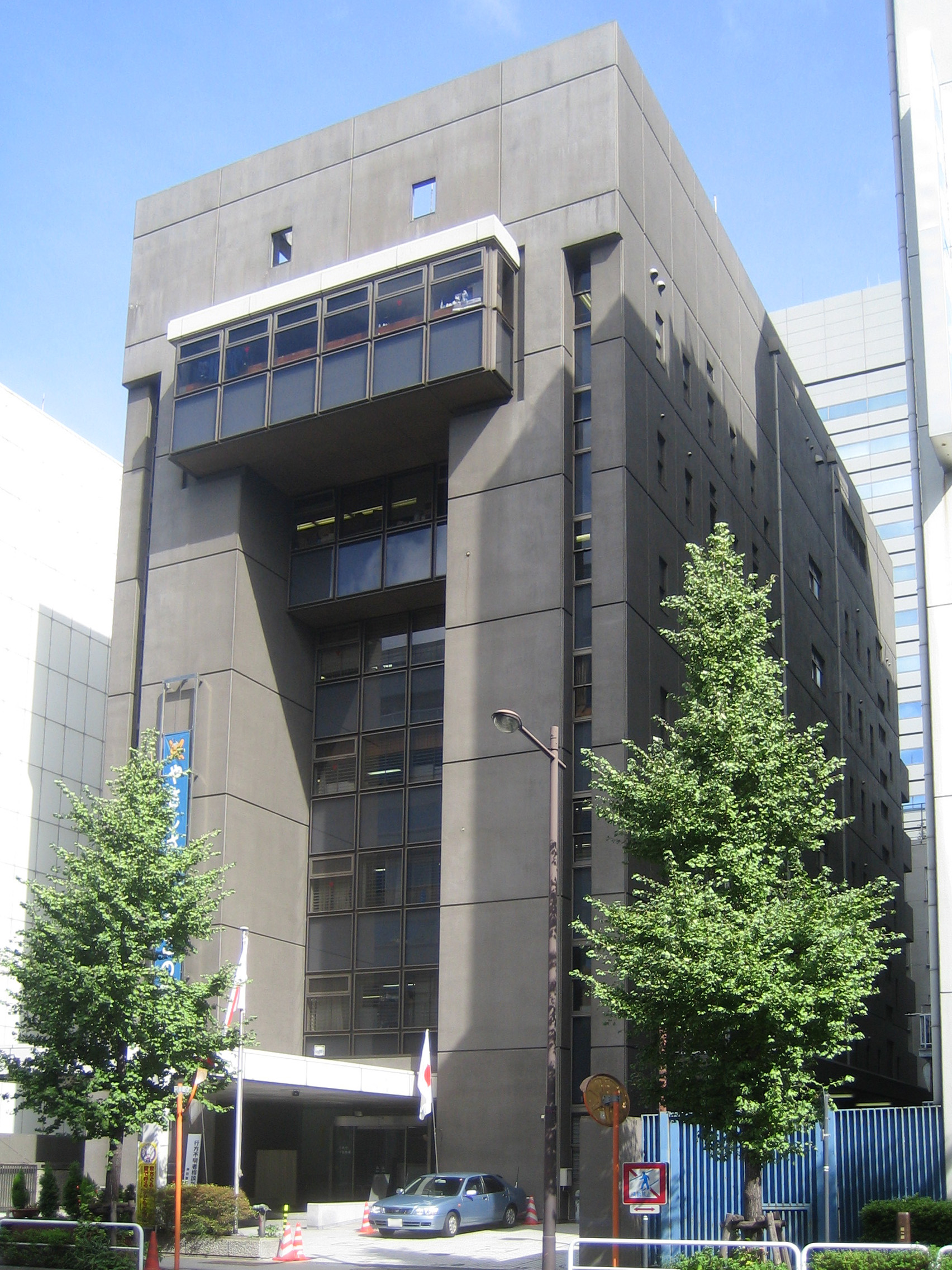
Commissariat Kanda à Chiyoda, l'un des plus anciens de Tōkyō

Le territoire de la juridiction de la MPD (la préfecture de Tōkyō) est divisé en dix districts (方面, Hōmen), dont chacun possède son propre quartier général (方面本部, Hōmen Honbu) qui dirige et supervise les commissariats de police (警察署, Keisatsusho) présents sur son territoire. Chacun de ces postes comprend à son tour sept sections, qui reprennent l'organisation des bureaux du Département :
- La Section de l’Administration,
- La Section de le Circulation,
- La Section de la Sécurité,
- La Section des Affaires de la Police locale (qui comprend les voitures de patrouille, les Kōban en zone urbaine et les Kōban résidentiels en zone rurale ou semi-urbaine),
- La Section des Enquêtes Criminelles,
- La Section de la Sécurité des Personnes,
- La Section de Lutte contre le Crime Organisé.

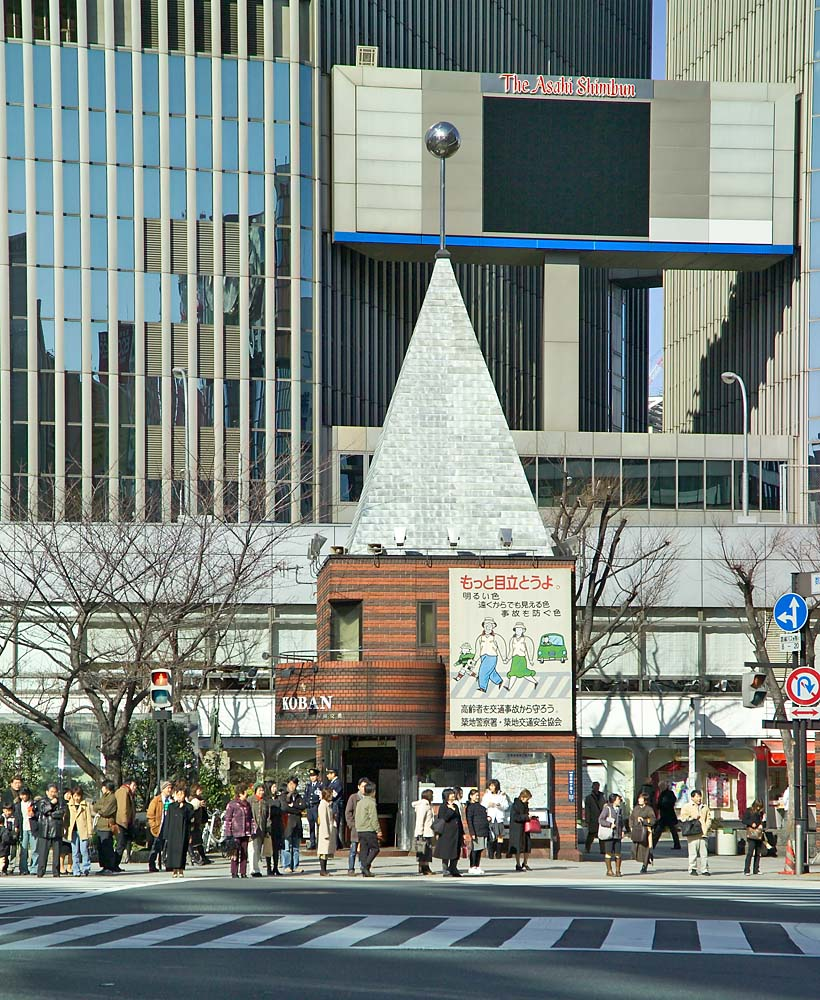
Kōban à Ginza

Les dix districts sont ainsi découpés[Quand ?] :
- District 1 (19 commissariats) : les arrondissements spéciaux centraux de Chiyoda (4 commissariats), Chūō (4 commissariats) et Minato (5 commissariats), le quartier d'Aomi dans l'arrondissement spécial de Kōtō (1 commissariat), les sous-préfectures insulaires d'Izu Ōshima (2 commissariats), Miyake (1 commissariat), Hachijō (1 commissariat) et Ogasawara (1 commissariat).
- District 2 (9 commissariats) : les arrondissements spéciaux côtiers occidentaux de Shinagawa (4 commissariats) et Ōta (5 commissariats).
- District 3 (9 commissariats) : les arrondissements spéciaux occidentaux de Setagaya (4 commissariats), Meguro (2 commissariats) et Shibuya (3 comissariats).
- District 4 (9 commissariats) : les arrondissements spéciaux nord-occidentaux de Shinjuku (4 commissariats), Nakano (2 commissariats) et Suginami (3 commissariats).
- District 5 (7 commissariats) : les arrondissements spéciaux centre-nord de Bunkyō (4 commissariats) et Toshima (3 commissariats).
- District 6 (11 commissariats) : les arrondissements spéciaux nord-orientaux de Taitō (4 commissariats), Arakawa (3 commissariats) et Adachi (4 commissariats).
- District 7 (9 commissariats) : les arrondissements spéciaux côtiers orientaux de Sumida (2 commissariats), Katsushika (2 commissariats), Edogawa (3 commissariats) et l'essentiel de Kōtō (2 commissariats).
- District 8 (11 commissariats) : les villes d'Akishima, Chōfu, Fuchū, Higashikurume, Higashimurayama, Higashiyamato, Kiyose, Kodaira, Koganei, Kokubunji, Komae, Kunitachi, Mitaka, Musashimurayama, Musashino, Nishitōkyō et Tachikawa.
- District 9 (8 commissariats) : les villes d'Akiruno, Fussa, Hachiōji, Hamura, Hino, Inagi, Machida, Oume et Tama et le district rural de Nishitama.
- District 10 (9 commissariats) : les arrondissements spéciaux nord de Kita (3 commissariats), Itabashi (3 commissariats) et Nerima (3 commissariats).

Un 102e commissariat devrait être inauguré le 20 avril 2009 dans le district 9 et la ville de Hachiōji, sous le nom de commissariat Minami-Ōsawa.

## Les effectifs et équipements

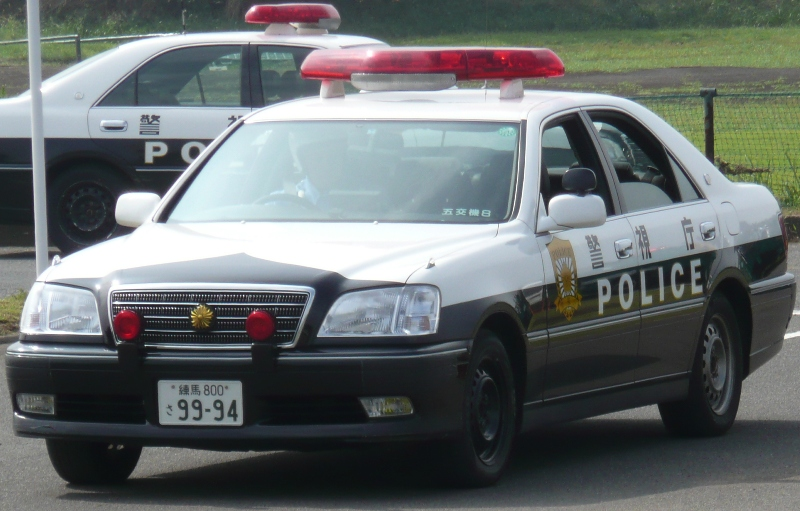
Voiture de patrouille Toyota Crown du MPD, le 17 septembre 2008

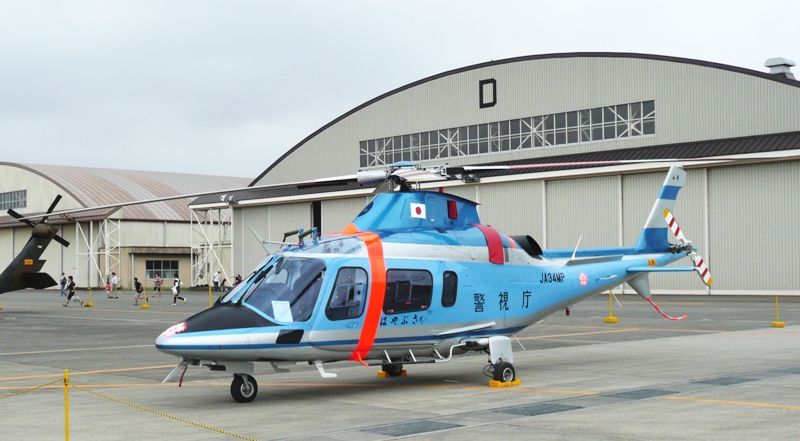
Hélicoptère Agusta A.109 du MPD

Au 1er avril 2015, les effectifs que possède le DPM sont :
Effectifs
- 43 422 officiers de police,
- 2 907 personnels civils,
- 3 120 personnels spécifiques séniors à temps partiel.

Infrastructures
- 102 stations,
- 82 centres régionaux de sécurité
- 826 Kōban (zone urbaine),
- 258 Kōban résidentiels (zone rurale ou semi-urbaine).

Équipements
- 1 286 voitures de patrouille,
- 960 motocyclettes,
- 22 bateaux de patrouille,
- 14 hélicoptères.

Animaux
- 36 Chiens policiers,
- 16 chevaux.